# 神谷えり
神谷えり（かみや えり、1971年3月17日 - ）は、日本の歌手、シンガーソングライター。東京都多摩市出身。

## klem クレム
- 2015年 ピアニスト柴田敏孝とユニット”klem クレム”を結成、ライブ活動とアルバム制作を開始。

## ディスコグラフィ
- リピート　(1997年2月21日)
- リアリスト　(1997年5月8日)
- Don’t wanna fall in love　(1999年7月28日)
- Don’t wanna fall in love~Reprise~　(2000年8月23日)
- I’ve known you　(2000年11月22日)
- Eternal ring　(2000年12月20日)
- E Seventh / Hula nova　(2001年6月28日)
- EK remix / Karmic observation　(2005年5月25日)
- アイーダアイダ　(2005年8月24日)
- Duos　(2007年5月16日)
- When’s the last time you looked at the sky?　(2013年6月1日)

## 参加作品
- EAST BOUNCE / KISSES ON THE WIND～（1993年）
- Scoop / everlasting love（1998年）
- 瘋癲 / MUSIC IS EXPRESSION（2003年）
- Soul Bossa Trio / songs and melodies　（2004年）
- 瘋癲 / FLIP HOP（2005年）
- COVER LOVER Vol.4 Bossa de No.1～EBONY SOUL / Gate records （2006年）
- 関万里子 / Island of dreams　（2007年）
- DJ OKAWARI / DIORAMA（2008年）
- FUTABA / piano songs（2008年）
- eri kamiya meets naoto kine / seven /fly high（2008年）
- eri kamiya meets naoto kine / love stories（2010年）
- Island Covers~Aloha style~（2010年）
- エリターネー / 愛なんです（2011年）
- akiko / Across the universe（2011年）
- 関万里子 / My favorite songs（2012年）
- eri kamiya meets naoto kine / antares（2013年）
- モハメド ヨネ / 夢で逢いたい（2013年）
- キッズジャズ（2014年）
- エリターネー / pray（2014年）